# Fotogramas de Plata a la millor labor teatral
Els Fotogramas de Plata són uns premis que entrega anualment la revista espanyola de cinema Fotogramas.
Entre 1972 i 1995, el jurat dels premis va atorgar un premi únic a la millor labor teatral, en la qual s'incloïen tant a companyies com a actors i actrius.
A partir de l'edició de 1996, aquesta categoria es desdoblega en:
- Fotogramas de Plata a la millor actriu de teatre
- Fotogramas de Plata al millor actor de teatre

## Llista de premiats
Aquest és un llistat amb els premiats en la categoria de millor labor teatral.
| Any  | Intèrpret/Companyia                     | Muntatge                             |
| ---- | --------------------------------------- | ------------------------------------ |
| 1995 | Ana Belén                               | La bella Helena                      |
| 1994 | Natalia Dicenta                         | La zapatera prodigiosa               |
| 1993 | Juan Echanove                           | El cerdo                             |
| 1992 | Concha Velasco                          | La truhana                           |
| 1991 | Tricicle                                | Terrrific                            |
| 1990 | Imanol Arias                            | Calígula                             |
| 1989 | La Cubana                               | Cómeme el coco, negro                |
| 1988 | Concha Velasco                          | Carmen, Carmen                       |
| 1987 | Lina Morgan                             | El último tranvía                    |
| 1986 | Julieta Serrano                         | Coriolano La senyora de Sade         |
| 1985 | Josep Maria Flotats                     | Cyrano de Bergerac                   |
| 1984 | José María Rodero                       | Luces de bohemia                     |
| 1983 | Esperanza Roy                           | Aquí no paga nadie                   |
| 1982 | Agustín González                        | Las bicicletas son para el verano    |
| 1981 | Concha Velasco                          | Yo me bajo en la próxima, ¿y usted?  |
| 1980 | Julia Gutiérrez Caba                    | Petra Regalada                       |
| 1979 | Enric Majó                              | Hamlet                               |
| 1978 | Teatro Estable Castellano               | Tío Vania                            |
| 1977 | Teatre Lliure                           | Mahagony                             |
| 1976 | Laly Soldevila                          | La carroza de plomo candente         |
| 1975 | José Luis Gómez                         | La resistible ascensión de Arturo Ui |
| 1974 | Teatro Experimental Independiente (TEI) | Conjunt de la seva tasca             |
| 1973 | Els Joglars                             | Mary d'Ous                           |
| 1972 | Núria Espert                            | Yerma                                |